# Tòa thị chính ở Sandomierz
Tòa thị chính ở Sandomierz (tiếng Ba Lan: Ratusz w Sandomierzu) là một tòa nhà lịch sử đã được ghi danh vào Sổ đăng ký các di tích bất động trong tỉnh Świętokrzyskie của Viện Di sản Quốc gia Ba Lan. Hiện tại, tòa thị chính là trụ sở của một chi nhánh của Bảo tàng Quận, Văn phòng Đăng ký và câu lạc bộ "Lapidarium". Bên cạnh tòa thị chính có một lối ra từ tuyến đường ngầm.

## Lịch sử
Tòa thị chính ở Sandomierz được xây dựng ngay sau cuộc xâm lược của người Litva vào năm 1349. Ban đầu, tòa nhà được xây dựng theo phong cách kiến trúc Gothic, là một tòa nhà hình vuông có đỉnh tháp cao hình bát giác. Vào thế kỷ 16, tòa nhà được mở rộng thành một hình chữ nhật dài. Tháp được xây thêm trong thế kỷ tiếp theo.
Trên bức tường phía nam của tòa thị chính có một chiếc đồng hồ Mặt Trời là tác phẩm của Tadeusz Przywkowski vào năm 1958. Trước tòa thị chính có tượng Đức Mẹ Vô Nhiễm Nguyên Tội được dựng lên từ năm 1776.
Vào ngày 22 tháng 11 năm 2017, theo quyết định của Tổng thống Cộng hòa Ba Lan lúc bấy giờ là Andrzej Duda, công trình kiến trúc lịch sử và quần thể danh thắng Sandomierz được đưa vào danh sách di tích lịch sử, được cấp cho di tích bất động có giá trị lịch sử, khoa học và nghệ thuật đặc biệt.